# 川島芳子
川島芳子（日语：／ Kawashima Yoshiko；1907年5月24日—1948年3月25日），原名顯玗，爱新觉罗氏，字東珍，號成之，漢名金璧輝，滿洲鑲白旗人，清朝皇族，第十代和碩肅親王善耆第十四女，後被日本人川島浪速收養。與蒙古族丈夫甘珠尔扎布一同參與滿蒙獨立運動。二戰結束後，1947年10月22日在中華民國北平市被河北高等法院以漢奸罪判處死刑。对川島芳子的审判因國籍認定、訴訟程序等因素存在争议，其身后事也存在诸多谜团。

## 早年

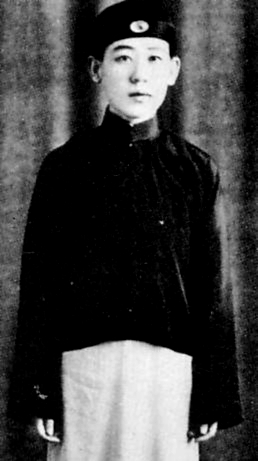
昭和时期的川岛芳子

清光緒三十三年（1907年）農曆四月十二日，顯玗生於北京肅親王府，她是第十代和碩肅親王善耆的第十四個女兒，母為側福晉張佳氏，福榮之女。時值晚清，善耆將顯玗送予其結拜兄弟川島浪速做養女，意在結交日本人復興大清。1914年，年僅七歲的顯玗跟隨養父母前往日本，改名川島芳子。數年後，川島芳子完全日本化，亦從養父川島浪速那裡接受了政治、軍事、情報等多方面的專門訓練。坊間流傳十八岁时川岛芳子剃平頭、扮男裝，癡迷於騎馬、劍道、射擊等各種「男性運動」；一说称因被養父强姦後自杀未遂，而痛恨並試圖「清算」自己女性身份；亦有說純粹因為其個人性取向而愛好男性打扮及運動；而她自傳中則稱剃发只是为表示復辟决心，男裝是避開危險的保護色。

## 间谍生涯
1927年11月在旅顺与参加滿蒙独立的巴布扎布次子甘珠尔扎布结婚。1931年与日本陆军驻上海的特务机关长田中隆吉同居。作为日本间谍暗中參與了九一八事变和一二八事变组建满洲國，1932年满洲国成立。後在義父多田駿的支持下成為满洲国「安国军」总司令，1933年初参加热河戰役。关东军宣传品中稱“安国军是由满洲聖女貞德带领的满洲国义勇军”。

## 失勢

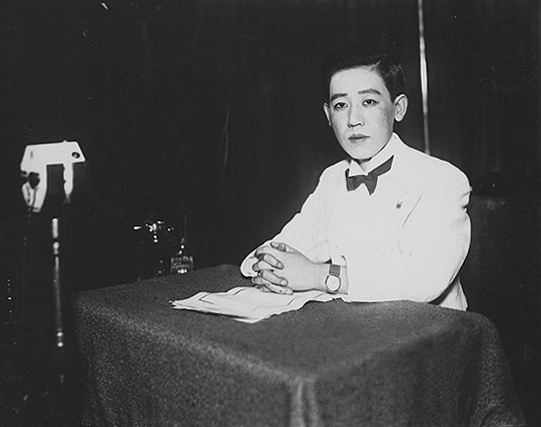
1933年在錄音室的川島芳子

1933年亦被多田駿送回日本軟禁，「安国军」纪律散涣，被日军称为“马贼”。川岛芳子在日本電台廣播中強烈批判日本军部的大陆政策，并利用权力释放一些被关东军逮捕的中国人，因此被日军视为雙重間諜。1936年潜逃回中国天津，1937年经营“东兴楼饭庄”，并暗中继续其间谍活动，与日军高官及中國奸細频繁来往。

## 死亡

### 逮捕、死刑

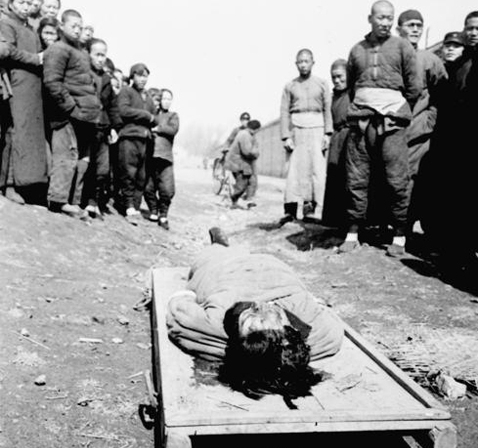
遗体在枪决后公开示众

1945年日本战败后，她于当年10月在北平东四九条胡同34号私宅被國民政府军统局逮捕，并以汉奸罪名被提出公诉。1947年10月22日被判處死刑；1948年（民國37年）3月25日在写完遗书之后，早上六點廿分於北平第一监狱被执行槍斃，骨灰一半葬於北平，另一半被日本僧人古川大航送回日本。

### 处决争议
在公审中，川岛芳子的国籍是一个关乎其生死的重大问题。若其为日本国籍则应该属于战犯，可能像李香蘭一樣罪不至死。若为中国国籍，则可以按照汉奸的罪名处死。其养父川岛浪速在其公审期间并未提供确切证明其日籍身份的資料，并且他所提供的证明資料中包含对川岛芳子极为不利的说明，例如着重谈到了其为清朝亲王後代，幼年才成为他的养女。这些证词直接導致川岛芳子继续以中国国籍身份受审，并最终被判汉奸罪。
川島芳子多次在法庭上抗議法官僅以村松梢風編著的虛構小說當成判決汉奸罪的唯一證據而感到不滿。按当时法律刑事清白的举证责任在辯方，由于川岛芳子无法自己证明清白，法官依有罪推定原则（與无罪推定的疑罪從無相反）裁定罪名成立，判处死刑。

### 替死争议

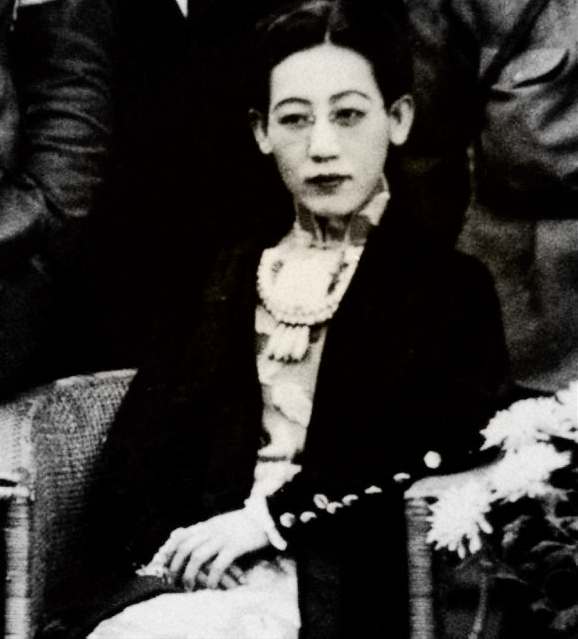
東興樓老闆時期的川島芳子

由於川島芳子審訊過程的公開和槍決過程的保密，包括選擇的時間、記者禁入、屍體的樣子無法辨認、死者髮型和川島芳子的不一致等，坊間一直流傳「川島芳子並未被槍斃，死者實為替身」的傳言。譬如當時有女子劉鳳貞報案稱其姐劉鳳玲因在獄中患嚴重胃病，已無治癒希望而答應以十根金條替死，事後只得到四根，其母在追討過程中也告失蹤。另外也有報刊記者在報上聲稱在川島芳子槍決後，仍見過川島芳子真人。但事後確認時，無論是報案女子還是報刊記者都無故失蹤而不了了之。
當時司法行政部發文河北監察使署（相當於今日高等法院）要求查明替死傳聞。根據展出的河北監察使署函覆調查公文顯示：當時川島芳子槍決後不但「陳屍監外，供人參觀拍照」且檢察官三次覆驗，傳聞顯係「乖違事實之虛構」川島生死之謎就此落幕。
2006年中國吉林省長春市的畫家張鈺，在提供一系列遺物和畫作的基礎上，聲稱童年時一起生活過的「方姥」就是川島芳子，1978年才過世。根據遺物比對、李香蘭的確認、部分字跡鑒別都支持此說法，但又缺乏直接的DNA證據，所以此說法仍存在爭議。
1978年影星白光受訪時聲稱，美國救了川島芳子並安排其出逃，準備讓她做控制外蒙的前鋒，1947年最後一次見到她。

## 家庭
- 兄：金壁东
- 妹：金默玉

## 書籍

### 自述
- （日語） 川島芳子『動亂の蔭に―私の半生記』伊賀上茂代筆 時代社 1940年[15]
  - （日語）「獄中記」と併せて 大空社 伝記叢書259で復刻 1997年。ISBN 4-7568-0470-5[16][17]
- （日語）『真実の川島芳子 秘められたる二百首の詩歌』プラルト 2001年[18]
- （日語） 川島芳子『僕は祖國を愛す』『婦人公論』1933年9月號 中央公論社[19]
- 川島芳子『陳情書』收錄於『此生名為李香蘭』178頁 上海文化出版社 2012年[20]
- 牛山僧『川島芳子的驚人秘聞：國民政府審判金璧輝秘密檔案』上下兩冊 經建資訊(集團)有限公司 1994年[21]
- （法庭審問檔案）李剛『川島芳子審判檔案大揭秘』萬國學術出版有限公司 2012年[22]

### 相關者証言
- 白光『雄獅美術』月刊 1978年5月號 第87期 蔣勛、林懷民『如果沒有你』《向生命投降──訪白光》2011年
- 沈醉『我的特務生涯』北京十月文藝出版社 1997年
- （日語） 林杢兵衛編『川島芳子獄中記：川島芳子手記』東京一陽社 1949年、1998年川島芳子記念室編輯復刻版
- （日語） 西沢教夫『上海へ渡った女たち』新人物往來社 1996年
- （日語） 園本琴音『孤獨の王女﹒川島芳子』智書房 2004年
- （日語） 山口淑子、藤原作彌『李香蘭 私の半生』新潮社 1987年、庫新潮文庫 1990年
- （日語） 村松梢風『オール読物』『男裝の麗人は生きている』文藝春秋 1955年2月號
- （日語） 村松梢風『わが青春のロマンス』1957年
- （日語） 愛新覺羅憲立『特別読物』『川島芳子は何處にいる』225-227 文藝春秋
- （日語） 田中隆吉、田中稔『田中隆吉著作集』中收錄《波瀾起伏的上海時代與川島芳子女士》1979年
- （日語） 吉薗周蔵『陸軍特務吉薗周蔵の手記』『月刊日本』2009年3月25號
- （日語） 愛新覚羅顕キ『清朝の王女に生れて―日中のはざまで』中公文庫BIBLIO 2002年
- （简体中文） 愛新覺羅顯琦『清朝王女的一生―日中之間』作家出版社 1988年
- （简体中文） 山口淑子、藤原作彌『李香蘭—我的前半生 假冒中國人的自白』譯者: 鞏長金、孟瑜 解放軍出版社 1989年
- （简体中文） 李菁『走出歷史的煙塵』東方出版社 2014年
- （简体中文） 邱尚周『浮華與蒼涼――紅色王子愛新覺羅憲東的家族往事』長江文藝出版社 2001年
- （简体中文） 愛新覺羅憲均『金壁輝其人』收錄在『文史資料選編』第23輯 北京出版社
- （简体中文） 賈英華『末代國舅潤麒』人民文學出版社 2012年
- （简体中文） 正珠爾扎布『我的半生回憶』『內蒙古文史資料 第40輯』1990年
- （简体中文） 王文濤『我所知道的川島芳子』收錄在『青島文史資料 第4輯』1983年
- （简体中文） 賀志驤『有關川島芳子二三事』大港區政協文史資料『大港風雲 第1輯』區政協文史委員會編輯 1991年
- （简体中文） 馬龍『我的祖父馬連良』《第四章 慘澹經營》團結出版社 2006年
- （简体中文） 沈飛德主編『近訪川島芳子胞妹金默玉』《世紀 Century》期刊《翰林風采》專欄 1994年
- （简体中文） 中央檔案館編『偽滿洲國的統治與內幕：偽滿官員供述』中華書局 2000年
  - 《四十五甘珠爾扎布筆供 、五十六正珠爾扎布筆供 、五十一愛新覺羅憲均筆供 》

### 傳記 / 史料
- 上坂冬子『亂世的犧牲者．重探川島芳子的悲劇一生』黃耀進譯 八旗文化 2015年
- 陳紀瀅等合著、蔡登山編『太陽旗下的傀儡：滿洲國、華北政權與川島芳子秘話』獨立作家 2014年
- 朱子家（金雄白）『女特務川島芳子』臺北東府出版社 1978年
- 朱子家（金雄白）『肅親王與川島芳子父女』臺北新萬象月刊社 1980年
- （日語） 上坂冬子『男裝の麗人・川島芳子伝』 文藝春秋 1984年、文春文庫 1988年
- （日語） 上坂冬子『女たちが経験したこと 昭和女性史三部作』中央公論新社 2000年
- （日語） 渡辺龍策『秘録川島芳子 : その生涯の真相と謎』東京都番町書房 1972年
- （日語） 渡辺龍策『川島芳子その生涯：見果てぬ滄海』徳間文庫 1985年
- （日語） 寺尾紗穂『評伝 川島芳子 男裝のエトランゼ』文春新書 2008年
- （日語） 村松友視『男裝の麗人』恆文社21 2002年
- （日語） 相馬勝『川島芳子 知られざるさすらいの愛』講談社 2012年
- （简体中文） 北京市西城區檔案館『西城追憶』2001年
  - 《往事追蹤：金壁輝在「一監」的日子 上下》

## 影视形象
川島芳子的故事與形象曾多次出現在電影、電視劇裡。

### 電影
- 白　明：《川島芳子》，1955年，香港。
- 高倉美雪：《川島芳子--亞洲女王》，1957年，日本名片系列
- 白　明：《戰地奇女子》，1965年，香港。
- 嘉　凌：《龍會》，1976年，台灣。
- Maggie Han（英语：Maggie Han）：《末代皇帝》，1987年，中國大陆、義大利、美國。
- 夏文汐：《旗正飄飄》，1987年，台灣。
- 張曉敏：《川岛芳子》，1989年，中國大陆。
- 傅艺伟：《风流女谍》，1989年，中國大陆。
- 梅艷芳：《川島芳子》，1990年，香港。
- 高麗虹：《財叔之橫掃千軍》，1991年，香港。
- 黃韻詩：《賭俠2之上海灘賭聖》，1991年，香港。
- 羅慧娟：《鬼打鬼之黃金道士》，1992年，香港。非飾川島芳子，乃取其形象(服飾)、名字之角色。
- 熊黛林：《追殺川島芳子》，2023年，中國大陆網絡電影。

### 電視劇
- 山田邦子：《再見李香蘭》，1989年，日本。
- 李　鈺：《末代皇妃》，2003年，中國大陆。
- 江角真紀子：《流轉的王妃》，2003年，日本。
- 菊川：《李香蘭》，2007年，日本。
- 八木優希、黑木美沙、真矢美季：《男装の麗人〜川島芳子の生涯〜（日语：男装の麗人～川島芳子の生涯～）》，2008年，日本。
- 許姿婷：《戲說台灣》-錢來也，2013年，台灣。
- 单　薇：《末代皇帝传奇》，2014年，中國大陆。
- 葉　璇：《東方戰場》，2015年，中國大陆。
- 潘芳芳：《巾幗梟雄之諜血長天》，2016年，香港。
- 高雨儿：《烈火军校》，2019年，中国。

## 外部連結
- 川島芳子に死刑執行 （页面存档备份，存于） 昭和二十三年（1948年）
- 网易新闻中心--王室千金做日本间谍——乱世魔女川岛芳子(图) （页面存档备份，存于）
- 川島芳子詐死 隐居長春30年？
- 川岛芳子 重访20110521 （页面存档备份，存于）中国网络电视台
- 川岛芳子短暂的婚姻(图) （页面存档备份，存于）凤凰网
- 向生命投降──訪白光 （页面存档备份，存于）
- 剝除「男裝麗人」的外衣，探查川島芳子的絕望：《亂世的犧牲者》選摘（1） （页面存档备份，存于）
- 川島芳子斷髮捨棄女身與自殺未遂：《亂世的犧牲者》選摘（2） （页面存档备份，存于）
- 甘珠爾扎布娶了川島芳子，卻駕馭不了她：《亂世的犧牲者》選摘（3） （页面存档备份，存于）
- 肅王府十四格格─川島芳子的最後抗告：《亂世的犧牲者》選摘（4） （页面存档备份，存于）
- 吳世寧：最後一位格格 破例談姊姊川島芳子